# Rhinow
Rhinow – miasto w Niemczech w kraju związkowym Brandenburgia, w powiecie Havelland, siedziba urzędu Rhinow.

## Geografia
Rhinow leży ok. 16 km na północ od Rathenow i ok. 22 km na południe od Kyritz.